# Подорож на Пуп Землі
«Подорож на Пуп Землі» — пригодницький роман українського письменника Максима Кідрука; опублікований у видавництві «Нора-Друк» 2010 року. Складається з двох частин «Подорож на Пуп Землі. Том 1» і «Подорож на Пуп Землі. Том 2».
| Моїм батькам, Івану Миколайовичу та Ніні Сергіївні, за розуміння, підтримку та мовчазне потурання усім моїм навіженим ідеям Через двадцять років ви більше жалкуватимете про те, чого не зробили, аніж про те, що ви зробили. Тому відкиньте сумніви. Забирайтеся геть з безпечної гавані. Ловіть подорожній вітер усіма вітрилами. Досліджуйте. Мрійте. Відкривайте.Марк Твен It will be a hell of a trip… Jan Fidler |

## Опис книги
Чи знаєте ви, де розташований Пуп Землі?
Те Піто о Те Хенуа, що у перекладі з рапануйської мови означає «Пуп Землі», — це найбільш далекий та неприступний шматок суші, відомий сучасному світові під назвою Рапа Нуї або острів Пасхи. Він віддалений від найближчої землі (узбережжя Чилі) на 4000 кілометрів. Цей крихітний острівець, загублений у південній частині Тихого океану, попри нікчемні розміри та повну ізоляцію від решти світу, колись давно став домівкою для однієї з найбільш загадкових цивілізацій в історії людства. Невелика групка людей на абсолютно безплідному острові розвинула культуру, рівної якій годі шукати у древньому світі.
Нова пригодницька сага, де йдеться про мовчазні гори, пекучі джунглі та холодну пустелю. Книга про далекі краї, де відчайдушні головорізи з легкістю випотрошать тельбухи необережним мандрівникам, підловивши їх при перетині кордону, де грізні андійські демони потай прослизають у душі подорожніх і манять їх на вершини неприступних хребтів, на яких сотні років тому могутні Інки будували свої фортеці, ховаючи величні храми та цитаделі високо поміж хмар, де присмак смерті на губах, змішаний з пустельним піском, примушує полюбити пустелю Атакама, найсухіше місце на Землі.
Історія про двох чуваків — молодого українця та його чеського товариша, які натоптали 6000 км Південною Америкою від Кіто, столиці Еквадору, через усе Перу аж до Сантьяго, і пройшли все це заради одного: аби потрапити на Пуп Землі і доторкнутися до таємниць острова Пасхи. 

## Рецензії
- Максим Кідрук. «Подорож на Пуп Землі». Видавництво «Нора-Друк» на сайті газети «Дзеркало тижня. Україна». — Процитовано 10 січня 2013
- Жанна Капшук. Українське дослідження «краю землі» на сайті «Друг читача». — Процитовано 11 січня 2013

## Видання
- 2010 рік — видавництво «Нора-Друк».
- 2016 рік — видавництво Клуб Сімейного Дозвілля